# دومنيك دينغا
دومنيك دينغا (بالصربية: Доминик Динга)‏ (7 أبريل 1998 بنوفي ساد في صربيا - ) هو لاعب كرة قدم صربي في مركز الدفاع. شارك مع منتخب صربيا تحت 17 سنة لكرة القدم. أما مع النوادي، فقد لعب مع نادي فويفودينا ونادي أورال يكاترينبورغ.

## وصلات خارجية
- دومنيك دينغا على موقع الاتحاد الأوربي (الإنجليزية)
- دومنيك دينغا على موقع قاعدة بيانات كرة القدم.إي يو (الإنجليزية)
- دومنيك دينغا على موقع Soccerbase.com (لاعب) (الإنجليزية)
- دومنيك دينغا على موقع Soccerway.com (الإنجليزية)
- دومنيك دينغا على موقع عالم كرة القدم.نت (الإنجليزية)